# Glacier de Rochefort
Le glacier de Rochefort, en italien Ghiacciaio di Rochefort, est un glacier d'Italie situé dans le massif du Mont-Blanc, dans le val Ferret.

## Géographie
Le glacier naît sur l'adret des aiguilles Marbrées Nord et Sud, du col de Rochefort, de la dent du Géant et de l'arête de Rochefort, à environ 3 200 mètres d'altitude, et se dirige vers le sud,. Il est entouré par le glacier du Mont-Fréty par-delà la dent de Jétoula au sud-ouest, le glacier de Planpincieux par-delà le mont de Rochefort à l'est et le glacier du Géant par-delà la frontière avec la France au nord-ouest,.

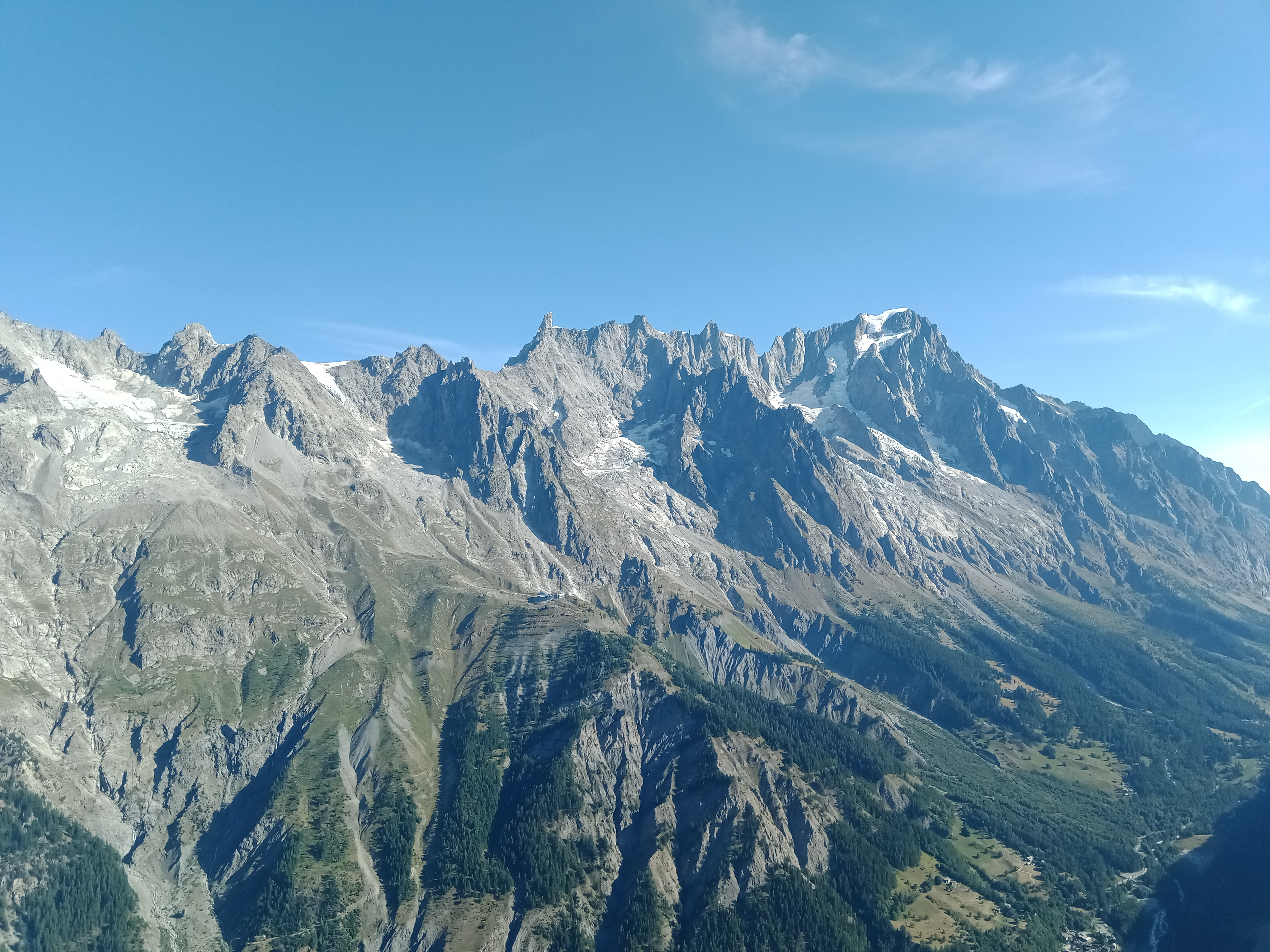
Vue depuis le mont Chétif au sud du glacier de Rochefort au pied de l'arête de Rochefort et de la dent du Géant ; à droite les Grandes Jorasses.